# Pădurea Schinoasa Mare (arie protejată)
Schinoasa Mare este un sector reprezentativ cu vegetație silvică în raionul Anenii Noi, Republica Moldova. Este amplasat în ocolul silvic Anenii Noi, Schinoasa Mare, parcela 5, subparcela 3. Are o suprafață de 15 ha. Obiectul este administrat de Gospodăria Silvică de Stat Chișinău.

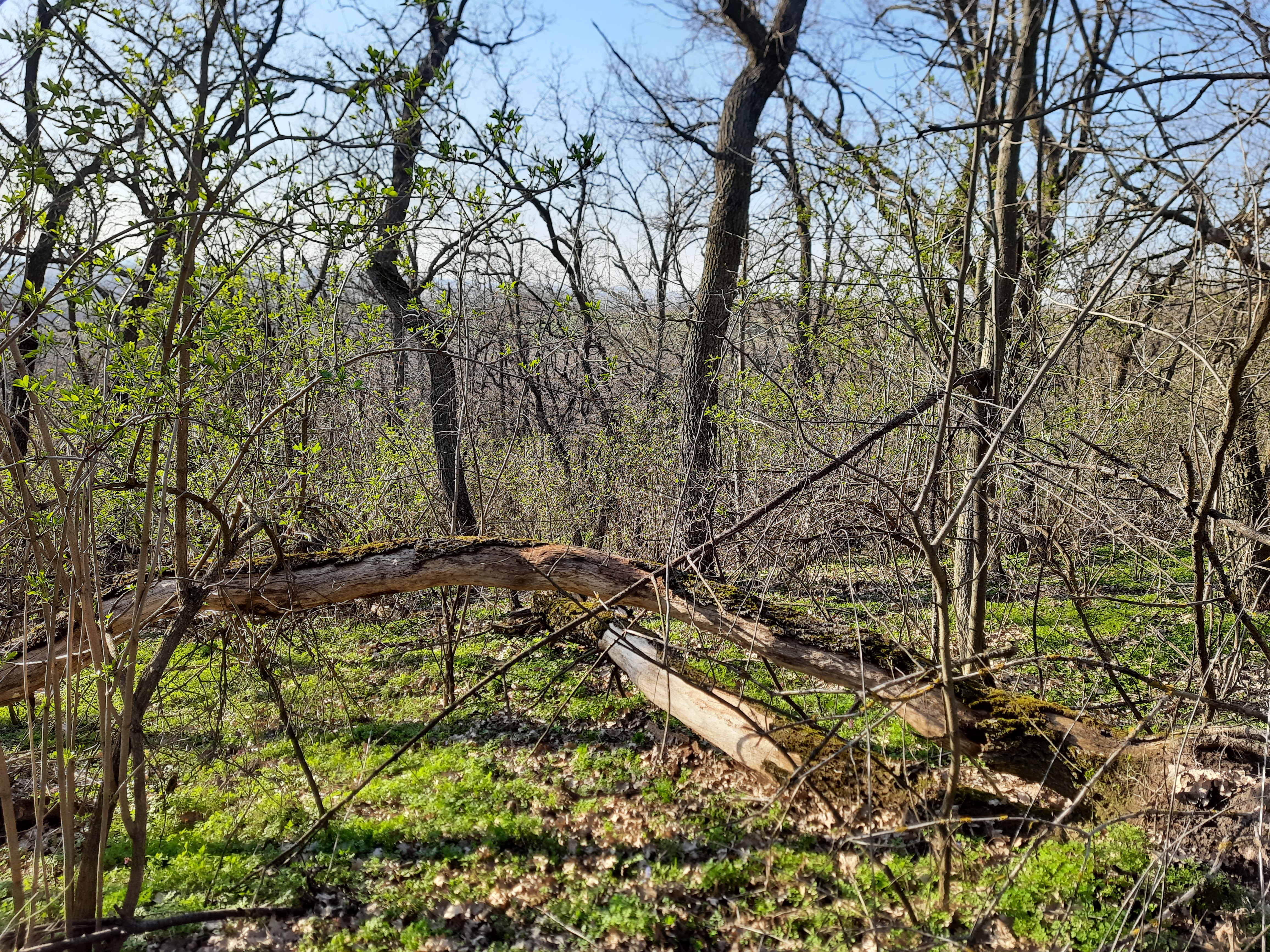
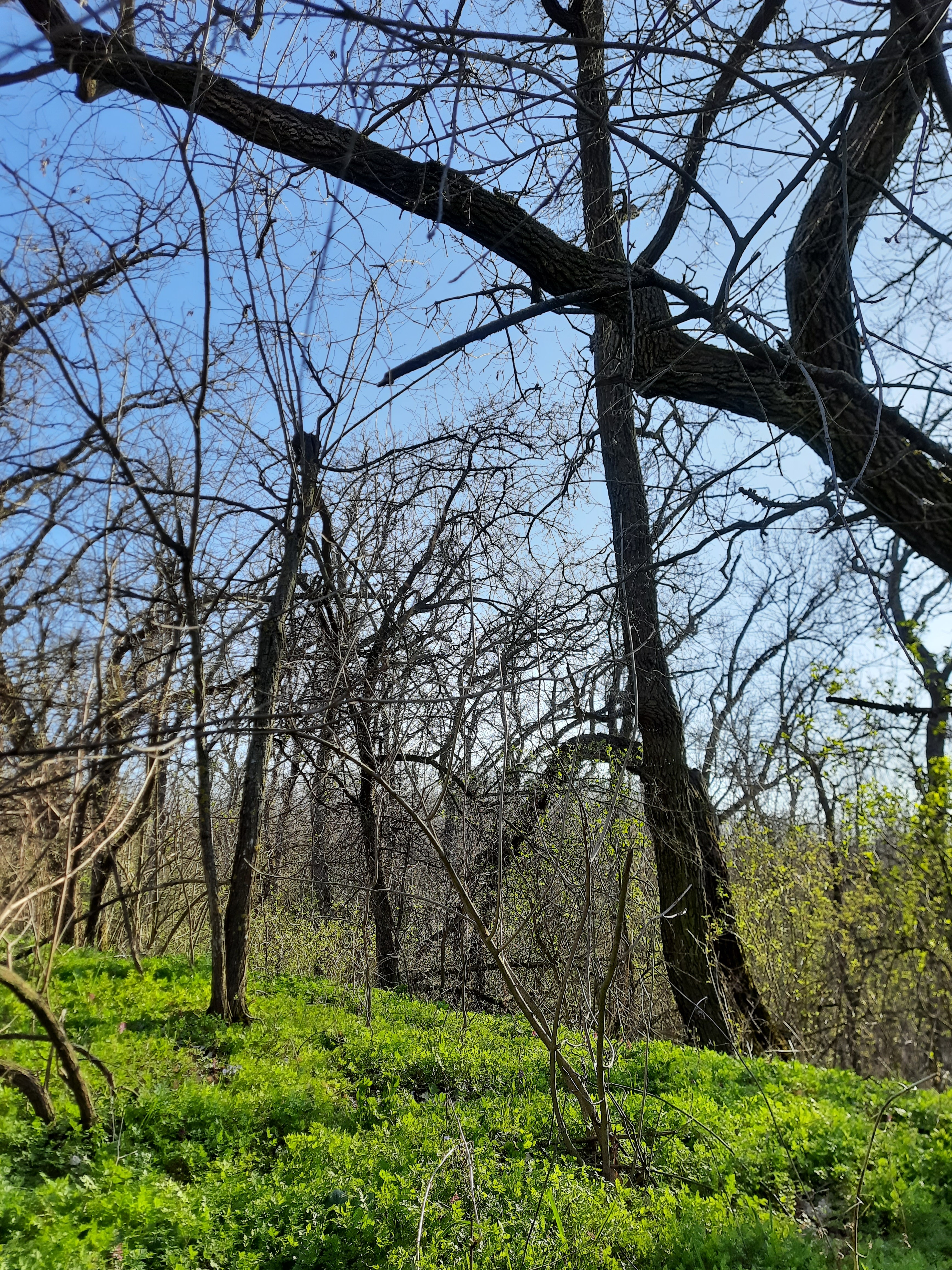
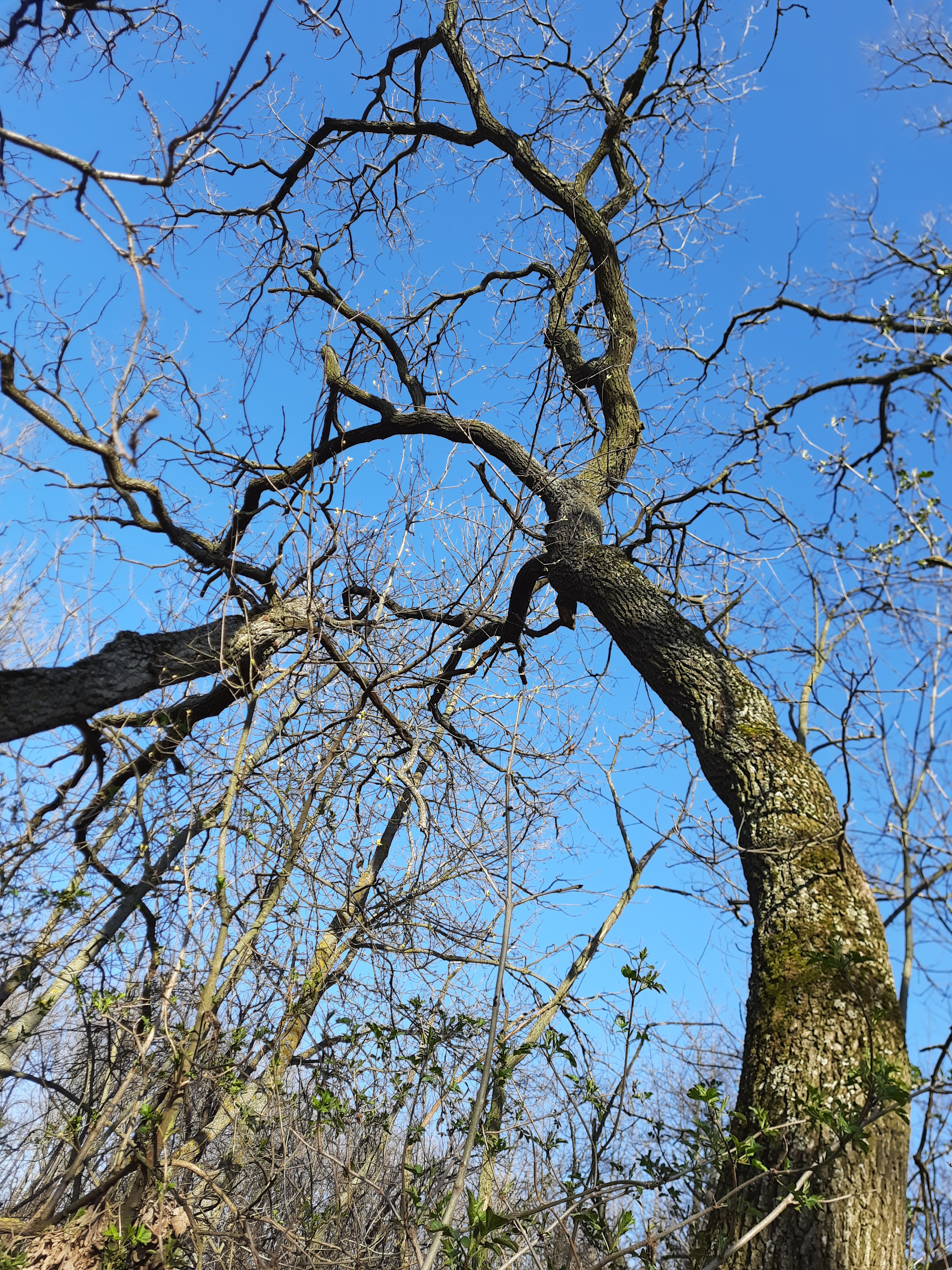
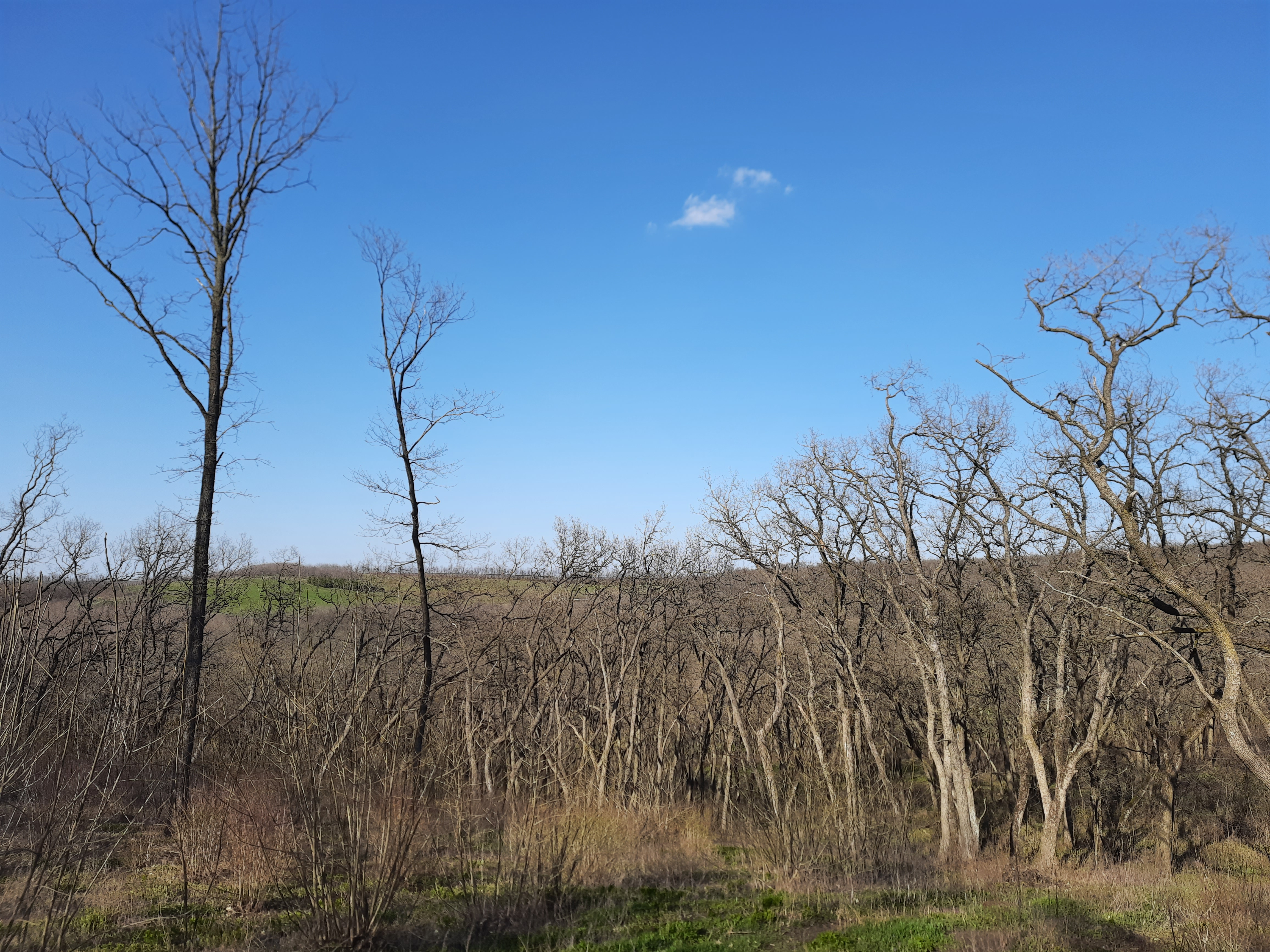
Pădurea adiacentă